# Agnieszka Maria Stefańska
Agnieszka Maria Stefańska, z d. Skiba (ur. 16 czerwca 1969 w Lublinie) – pisarka, poetka, tłumaczka literatury włoskiej.

## Życiorys
Ukończyła filologię polską na Katolickim Uniwersytecie Lubelskim, pracowała jako dziennikarka („Dzień. Gazeta lubelska”, „Express fakty”, „Gazeta Obywatelska” w Lublinie), nauczycielka języka polskiego i historii (SP w Świątnikach Górnych k. Krakowa). W Krakowie podjęła studia na kierunku filologia włoska (UJ), co zaowocowało nawiązaniem współpracy z wydawnictwami (Wydawnictwo M i Wydawnictwo WAM) w dziedzinie tłumaczeń literatury. Zadebiutowała w 2007 tomikiem wierszy Usypianki przytulanki wydanym nakładem Wydawnictwa WAM w Krakowie.
W 1988 r. uprawiała spadochroniarstwo na lotnisku w Radawcu, zdobywając Srebrną Odznakę Spadochronową i II klasę wyszkolenia, po wykonaniu 91 skoków.
Wspólnie z zespołem metodyków pod kierunkiem dr B. Nawolskiej pisze i wydaje publikacje matematyczne dla dzieci o Profesorze Zagadce. Cykl ten łączy matematykę z literaturą w myśl zasady „uczyć bawiąc” w oparciu o wiersze, opowiadania i zestawy fabularyzowanych zadań. Prowadzi portal dla dzieci i rodziców „Profesor Zagadka”.
Ma czworo dzieci.

## Publikacje
Profesor Zagadka
- Nauka liczenia dla pracusia i lenia, 2010
- Nauka dodawania i odejmowania, czyli sposoby na proste działania, 2011
- Linie, odcinki, figury - sekrety i kształty natury, 2011
- Poradnik dla rodziców- jak korzystać z książek „Profesor Zagadka”, 2012
- Wierszyki matematyczne, 2012
- Opowiadania matematyczne, 2012
- Pieniądze i wydatki. Nauki pana Zagadki 2013

Własne:
- Usypianki przytulanki, 2007
- Dzień słoneczka, 2007
- Literki figielki, 2007 i 2010
- Opowieść Iskierki i inne opowiadania wigilijne, 2008
- Czekam na ciebie w kościele, 2009
- Zuzka na spadochronie, 2010

Multimedia, audiobooki:
- Czekam na ciebie w kościele. Jak rozumieć Mszę Świętą, 2008
- Opowieść Iskierki i inne opowiadania wigilijne, 2008
- Między nami owadami

Tłumaczenia:
- P. Valente, Opowieści szeptane przez wiatr, 2008
- E. di Marco, Seria z Sokratesem, 2008
  - Najmądrzejszy człowiek świata
  - Wspaniałe królestwo Atlantydy
  - Uczta Platona
  - Zemsta Ateny
  - Tajemnicza jaskinia
  - Platon w Krainie Paradoksów
- G. Biader, Kocha nie kocha. 33 pytania do Boga, 2009
- A. Strada, Miłość, serce, płeć, 2009
- Historyjki terapeutyczne, 2009
  - S. Roncaglia, Dziadek jest chory
  - S. Roncaglia, Będę miał braciszka
  - F. Albertazzi, Kłamstwo ma krótkie nogi
  - M. A. Garavaglia, To nie twoja wina
  - C. Zanotti, Gdzie są ci, którzy odeszli na zawsze
  - F. Poluzzi, Pocałunek ślimaka
  - G. Quarzo, Mamo, ja chcę pomarzyć!
  - F. Capelli, Weronika nie chce zostać modelką
- C. Cabala, Przeklęta moneta, 2009
- O. Poli, Serce dziecka. Poradnik dla rodziców, 2010
- E. Lo lacono, Drogi Panie papieżu! Co wierni piszą do Jana Pawła II, 2010
- R. Allegri, Matka Teresa powiedziała Mi, 2011
- Benedykt XVI, Dlaczego wierzę?, 2013[4]